# Joanna Jodełka
Joanna Jodełka (ur. 2 października 1973 w Siedlcach) – polska pisarka i przedsiębiorca.

## Życiorys
Ukończyła studia na Wydziale Historii Sztuki Uniwersytetu im. Adama Mickiewicza w Poznaniu i związała się z tym miastem. Prowadziła hotel, restaurację i sklep z kosmetykami. Była twarzą reklamową jednego z poznańskich domów towarowych.

## Twórczość
Zadebiutowała w 2009 powieścią kryminalną Polichromia* Zbrodnia o wielu barwach (Świat Książki, 2009), za którą otrzymała Nagrodę Wielkiego Kalibru w 2010. Akcja powieści nawiązuje do wykształcenia autorki (inspirowana jest jej pracą magisterską pod tytułem Stary kapitularz w Gnieźnie) i dotyczy symboliki polichromii w jednym z kościołów wielkopolskich.

### Powieści
- 2009: Polichromia* Zbrodnia o wielu barwach (Świat Książki)
- 2011: Grzechotka[4], powieść kryminalna traktująca o kwestii dzieciobójstwa noworodków,
- 2012: Kamyk (Świat Książki)[5],  powieść kryminalna której istotną bohaterką była niewidoma 12-latka, Kamila
- 2014: Ars Dragonia (Egmont Polska), powieść fantasy[6]
- 2015: Kryminalistka (Świat Książki)[7] – pierwsza powieść z cyklu z bohaterką Joanną, pisarką w głównej roli
- 2016: Wariatka (Świat Książki)[8] – drugi tom cyklu z pisarką Joanną
- 2018: 2 miliony za Grunwald (Wydawnictwo W.A.B.)[9] – oparta na faktach powieść o ukrywaniu przed hitlerowcami Bitwy pod Grunwaldem Jana Matejki przez cały okres II wojny światowej
- 2019: Rektorski czek (Wydawnictwo W.A.B.) – powieść napisana z okazji 100-lecia uniwersytetu w Poznaniu, łączącą wątki historyczne ze współczesnym wątkiem kryminalnym[10]
- 2020: Córka nieboszczyka (Dom Wydawniczy Rebis); ISBN 978-83-81-88063-3[11]
- 2021: Pamiętnik karła (Dom Wydawniczy Rebis)[12]
- 2023: Żony Gniewu (Dom Wydawniczy Rebis)[13]

### Inne
- 2016: Rewers (Czwarta Strona) – antologia opowiadań, współautorka[14]
- 2017: Trupów hurtowo trzech (Media Rodzina) – antologia opowiadań, współautorka[15]
- 2017: Na ratunek aniołom diabłom świętym i grzesznikom (Wydawnictwo Poznańskie) – przewodnik po pałacach, kościołach i ciekawostkach Wielkopolski

Joanna Jodełka pisze także wiersze i piosenki. Otrzymała stypendium literackie Ministerstwa Kultury i Dziedzictwa Narodowego oraz drugie – Państwowego Instytutu Sztuki Filmowej (na rozwinięcie projektu scenariusza filmu o Józefie Piłsudskim).